# Szovjetszki járás

A Szovjetszki járás a Kirovi területen

A Szovjetszki járás (oroszul Советский район, mari nyelven Кукарка кундем) Oroszország egyik járása a Kirovi területen. Székhelye Szovjetszk.

## Népesség
- 1989-ben 35 368 lakosa volt.
- 2002-ben 31 840 lakosa volt.
- 2010-ben 27 302 lakosa volt, melyből 26 081 orosz, 393 mari, 124 ukrán, 117 ukrán, 104 tatár.